# Xã Searcy, Quận Cross, Arkansas
Xã Searcy (tiếng Anh: Searcy Township) là một xã thuộc quận Cross, tiểu bang Arkansas, Hoa Kỳ. Năm 2010, dân số của xã này là 1.336 người.